# Carnosine
La carnosine est un peptide résultant de la digestion des viandes. On la trouve particulièrement concentrée dans les tissus musculaires et cérébraux.

## Structure
La carnosine est un dipeptide de la bêta-alanine et de l'histidine. C'est une molécule apparentée à l'ansérine. On en trouve de fortes concentrations dans les tissus musculaires et dans le cerveau.

## Antioxydant

### Avis de l'Autorité européenne de sécurité des aliments
Cette molécule ne bénéficie pour l’instant d’aucune allégation santé reconnue par l'Autorité européenne de sécurité des aliments (EFSA). Sur le plan réglementaire, il n’est donc pas possible d’alléguer que la supplémentation en carnosine apporte des bénéfices pour la santé.

### Promotion et vente de carnosine
Les recherches conduites en Grande-Bretagne, Corée du Sud, Russie, et dans d'autres pays, ont montré que la carnosine possède un certain nombre de propriétés antioxydantes qui pourraient être bénéfiques. Il a été prouvé que la carnosine piégeait les espèces réactives de l'oxygène — les radicaux libres — ainsi que les aldéhydes alpha-bêta insaturés formés par la peroxydation des acides gras de la membrane cellulaire au cours du stress oxydatif.
La carnosine peut s'opposer à la glycation et elle peut chélater les ions métalliques divalents. 
La glycolyse chronique est soupçonnée d'accélérer le vieillissement.
La carnosine inhiberait la néphropathie diabétique, en protégeant les podocytes et les cellules mésangiales.
En raison de ses propriétés antioxydantes, et ses propriétés antiglycation chélateur de métaux, les suppléments de carnosine ont été proposés comme une thérapie générale anti-vieillissement. Des produits contenant de la carnosine sont également utilisés dans les préparations topiques pour réduire les rides sur la peau.